# Rinorea umbricola
Rinorea umbricola är en violväxtart som beskrevs av Adolf Engler. Rinorea umbricola ingår i släktet Rinorea och familjen violväxter. Inga underarter finns listade i Catalogue of Life.